# Coccus incisus
Coccus incisus är en insektsart som först beskrevs av King in Cockerell 1902.  Coccus incisus ingår i släktet Coccus och familjen skålsköldlöss. Inga underarter finns listade i Catalogue of Life.